# Laparocerus ruteri
Espèce
Laparocerus ruteri est une espèce de Coléoptères de la famille des Curculionidae.

## Description
Le mâle a une longueur, sans le rostre, de 8 mm  et une largeur maximum de 3,5 mm. Il a une forme ovale allongée, est noir, fortement sculpté, muni de très 
petites squamules piliformes aux reflets cuivreux et très éparses. Les yeux sont ovales, petits, très saillants. Les pattes sont longues et grêles, les tibias antérieurs légèrement incurvés en dedans à leur extrémité près de laquelle la face interne est densément pubescente, les tibias postérieurs sans caractères sexuels secondaires autres que le talon assez fort.
La femelle est un peu plus grande (9 mm, sans le rostre), plus mate, beaucoup plus large aux épaules qui sont largement arrondies, le huitième interstrie ne débordant pas latéralement le septième, les côtés des élytres en courbe faible, presque parallèles, le  talon des tibias postérieurs à peine indiqué.

## Répartition
Toutes les espèces de Laparocerus sont endémiques aux îles océaniques de Macaronésie (Madère, îles Selvagens et îles Canaries). Laparocerus ruteri est endémique des îles Canaries.

## Plantes hôtes
La larve et l'imago se nourrissent des feuilles des plantes des espèces Artemisia thuscula, Kleinia neriifolia, Rubia fruticosa.

## Reproduction
Trois couples de Laparocerus ruteri Roudier, 1957 et deux couples de Laparocerus bellus (ceb) Roudier, 1957 ont été élevés en laboratoire, avec un suivi d'un total de 2 553 œufs, 1 470 larves, 5 pupes et 17 imagos. Les œufs sont pondus la nuit par lots cachés dans des niches découvertes (espaces restreints et crevasses) et collés avec une substance hyaline. Le nombre total d’œufs chez L. ruteri variait entre 179 et 332. Les œufs éclosent en moyenne après 9,1 et 8,4 jours, respectivement. Les larves d'avril se développent pendant l'été et l'émergence des imagos a lieu en septembre et les mois suivants (en moyenne 161 jours), avec des retards importants si la larve entre en diapause (temps de développement maximum enregistré : 372 jours). La phase nymphale dure entre 12 et 18 jours et les subadultes tiennent 2 jours avant d'émerger. Les deux espèces semblent avoir une génération par an.

## Classification
Le nom valide complet (avec auteur) de ce taxon est Laparocerus ruteri Roudier (d), 1957.
Les deux spécimens qui ont donné lieu à la description de cette espèce ont été collectés par D. Anatael Cabrera y Díaz à Punta del Hidalgo (es), en 1902, et se sont retrouvés dans la Collection Ruter, au Musée de Paris, où Adrien Roudier les a étudiés ou empruntés. On aurait envisagé de dédier l'espèce à D. Anatael, médecin canarien et collectionneur d'insectes (1868-1943), qui échangea ou distribua beaucoup de spécimens ; néanmoins le spécialiste français propose une dédicace à son compatriote et collègue Gaston Ruter (1989-1979).